# Закон США про авторське право у сфері сценічного мистецтва
Авторське право у сфері сценічного мистецтва закріплюється за продуктом відразу після його створення. В принципі, як і у багатьох інших випадках права на інтелектуальну власність. Для постановки мистецької роботи потрібно отримати відповідні ліцензії. Єдиним винятком із цього правила є роботи, що вже є у списках суспільного надбання, наприклад, твори Вільяма Шекспіра. Знаходиться робота у вільному доступі чи ні –  це залежить від дати її створення. Якщо робота не перебуває в архівах суспільного надбання, то для використання її матеріалів необхідно отримати ліцензію. Доволі часто ліцензію на бродвейську постановку називають опціоном.    

## Опціони
Продюсер, щоб поставити бродвейське шоу, має придбати опціон, що передбачає сплату комісії. Опціон –  це можливість переконатися в тому, що продюсер серйозно відноситься до постановки свого шоу, і в доказ цього вносить передоплату. За звичайну бродвейську п'єсу продюсер сплачує $5000, і тим самим отримує на неї право на наступні шість місяців. Аби поновити опціон ще на наступні шість місяців, потрібно доплатити $2,500, а потім $5,500 за будь-який термін не більше дванадцяти місяців. Іноді третє поновлення вимагає, щоб продюсер мав режисера, зірку, або театр, які б могли реалізувати цю постановку. Все це робиться, аби переконатися, що продюсер серйозно відноситься до постановки спектаклю чи мюзикла.
Зазвичай, опціон на бродвейську постановку надає продюсеру привілейовані права. Тобто, зробити своє шоу в Нью-Йорку або, можливо, навіть у Лондоні. Опціон також може включати в себе гастролі з цією постановкою. Проте право на постановку шоу в інших місцях, окрім названих вище, у привілейовані права не включене. Крім того, можна отримати права на комерційне використання, які уможливлюють випуск альбомів та їх продаж. Такі права надаються за домовленістю. Якщо продюсер має частину допоміжних прав автора, це означає, що перший отримує частку прибутку від усіх аматорських вистав, теле- чи кіноверсій цієї постановки. Ці права, як правило, дійсні тільки протягом певного узгодженого періоду часу.
Авторське право потрібно закріпити за всіма складовими постановки. Наприклад, у мюзиклі потрібно окремо отримати права на сценарій, на тексти пісень і на саму музику.
Продюсер також може найняти сценариста, що може кваліфікуватися як робота за наймом з авторським правом на службові твори (твори, створені у порядку виконання службових обов'язків або службового завдання). У такому разі виключне авторське право на продукт перейде до продюсера цього шоу. Домовленість про авторське право на службові твори прописується в контракті.
У багатьох випадках, права на окрему або на всі відразу складові мюзиклу/п'єси розподіляються між різними компаніями, які представляють права та інтереси митців. Замість того, щоб мати справу безпосередньо з митцями, ці компанії контролюють дотримування їхніх прав.

## Де отримати авторські права
Існує декілька компаній, які представляють митців та їхні авторські права. Ці компанії запевняють, що митець має отримує кредит та плату за користування його/її роботою. Ось кілька прикладів:
ASCAP – це американська спілка композиторів, авторів і видавців, членами якої є відповідно  композитори, автори пісенних текстів і поети-піснярі.
BMI (Broadcast Music, Inc.) також захищає права авторів пісень та композиторів. Компанія "Роджерс & Гаммерштайн" представляє інтереси авторів і правовласників багатьох театральних постановок.
Не всі з цих компаній займаються ліцензуванням драматичних творів. Драматичним виконанням спектаклю може бути будь-що: як виконання всього драматичного твору, як мюзикл, так і концерт з кількома авторськими піснями. ASCAP не видає ліцензії на драмвистави, а от компанія "Роджерс & Гаммерштейн" цим займається. Прикладом не драматичного твору є, наприклад, мюзикл із піснями з радіопрогравача.

## Авторські права митців
Якщо робота над постановкою не є роботою за наймом (контрактом), більшість митців, які беруть в ній участь, тобто роблять свій внесок у постановку, мають авторські права на неї, щойно вона буде завершеною. Наприклад, робота хореографів захищена авторським правом. Згідно з американським бюро з авторських прав, для того, щоб хореографія була захищена авторським правом її необхідно "зафіксувати на матеріальному носії, із якого вона може бути виконана". У звичайному мюзиклі, така дія робить роботу хореографа захищеною авторським правом. Це означає, що найбанальніший його/її танець, захищений авторським правом, не може бути виконаним знову без його/її дозволу та певної оплати. 
Хоч актори і не мають авторських прав на тексти своїх виступів чи на рухи, які вони виконують, вони все ж вправі заборонити запис або трансляцію їхніх виступів. Крім того, вони також мають право, щоб їхнє ім'я було пов'язане з тією частиною спектаклю, в якій вони грали.
Наразі виникають деякі суперечки з приводу того, чи продюсер має авторські права на послуги режисера в грі чи мюзиклі. Ще не існує жодного офіційного вирішення даного питання.

## Останні непорозуміння в області авторського права
При отриманні прав на спектакль або мюзикл потрібно переконатися, що ряд передач правового титулу послідовний, тобто неперерваний, цілісний. Це означає, що якщо мюзикл чи спектакль засновані на книзі, то, щоб уможливити законну постановку спектаклю/п'єси на Бродвеї чи у Лондоні, вкрай важливо придбати авторські права на саму книгу.
У 2010 році це стало проблемою під час постановки мюзиклу "Пелая!" на Бродвеї. У мюзиклі, спочатку поставленому на офф-Бродвеї, потім на Бродвеї, а згодом у Лондоні, детально розповідається про життя Пелая Анікулапо Куті через його власні пісні. Карлос Мур, якого вважають єдиним офіційним біографом Пелая, стверджував, що продюсери мюзиклу просто використали написану ним біографію і ніякої компенсації за використання його власного авторського твору не надали . Він подав позов на $5 млн. за порушення його прав.
Продюсери постановки заявили, що Карлос Мур знав про шоу, коли його ставили ще на офф-Бродвеї, і навіть брав участь в інтерв'ю. Тож причину подання позову після стількох років вони не зрозуміли.